# 컬럼비아 우주왕복선
컬럼비아 우주왕복선(영어: Space Shuttle Columbia, 제식번호: OV-102)은 로크웰 인터내셔널에서 제조하고 NASA에서 운영한 우주왕복선 궤도선이다. 북아메리카 태평양 상부 해안을 일주한 최초의 미국 선박의 이름이자 미국의 여성 의인화 이름을 딴 컬럼비아는 우주를 비행한 5대의 우주왕복선 궤도선 중 첫 번째 우주선으로, 1981년 4월 12일 우주왕복선 발사체의 첫 비행을 했다. 접근 및 착륙 시험선 엔터프라이즈호에 이어 두 번째로 제조된 실물 크기 궤도선으로, 테스트 장비와 독특한 검은 차인 등 이후 궤도선에 비해 실험적인 설계를 나타내는 독특한 특징을 가지고 있었다. 더 무거운 동체와 수명 기간 동안 내부 에어로크를 유지한 것 등의 특징으로 인해 컬럼비아는 5 개의 우주 궤도선 중 가장 무거웠다. 챌린저호보다 약 1,000kg, 인데버호보다 약 3,600kg 더 무거웠다. 컬럼비아호는 1983년까지 처음 6회 비행하는 동안 SR-71의 사출 좌석을 기반으로 한 좌석을 탑재했으며, 1986년부터는 수직 꼬리 날개에 이미징 포드를 장착했다.
컬럼비아호는 22년 동안 우주왕복선 계획을 통해 28회의 임무를 수행하며, 300일 이상을 우주에서 보내고 지구 궤도를 4,000회 이상 돌았다. 우주왕복선 시스템 테스트라는 목적을 달성한 후에는 거의 사용되지 않았고, 무거운 무게와 내부 에어로크로 인해 계획된 셔틀-센타우루 발사 및 우주정거장과의 도킹에는 적합하지 않았지만, 1986년 챌린저호 손실 이후 궤도에서의 과학 연구를 위한 주력 우주선으로 유용하다는 것이 입증되었다. 컬럼비아호는 스페이스랩 실험실의 15회 비행 중 11회, 미국 미세중력 페이로드 임무 4회 모두, 그리고 스페이스하브의 리서치 더블 모듈의 유일한 비행에 사용되었다. 연장 기간 궤도선 팔레트는 14회 비행 중 13회 비행에서 궤도선에 사용되어 과학 및 기술 연구 임무를 위해 궤도에 장기간 머무는 데 도움이 되었다. 컬럼비아호는 또한 장시간 노출 시설을 회수하고 찬드라 엑스선 천문대를 배치하는 데 사용되었으며, 미국 우주 비행 임무의 첫 여성 사령관, 첫 ESA 우주비행사, 첫 인도계 여성 우주비행사, 첫 이스라엘인 우주비행사를 우주로 보내는 데도 사용되었다.
2003년 2월 마지막 비행을 마치고 귀환하던 컬럼비아호는 재진입과 함께 붕괴되어 STS-107의 승무원 7명이 사망하고 탑승한 대부분의 과학 탑재체가 파괴되었다. 얼마 지나지 않아 소집된 컬럼비아 사고 조사 위원회는 STS-107 발사 당시 궤도선의 왼쪽 날개에 입은 손상이 비행체의 열 보호 시스템에 치명적인 손상을 입혔다고 결론지었다. 컬럼비아호와 승무원의 손실로 NASA의 유인 탐사 계획의 재검토가 이루어졌고, 2005년 컨스텔레이션 계획의 수립과, 2011년 우주 왕복선 계획의 최종 퇴역으로 이어졌다. 재난 이후 승무원을 기리기 위해 수많은 기념비와 헌정이 이루어졌다. 컬럼비아 메모리얼 우주 센터가 이 사고를 기리기 위한 국가 기념관으로 문을 열었고, 스피릿 탐사선이 탐사한 화성 구세프 분화구의 컬럼비아 힐스는 승무원의 이름을 따서 명명되었다. 컬럼비아에서 수습된 대부분의 유해는 케네디 우주 센터의 차량 조립 건물에 보관되어 있지만, 일부는 인근 방문자 단지에 공개 전시되어 있다.

## 역사
컬럼비아호는 1975년 로스앤젤레스 교외의 캘리포니아주 팜데일에 있는 로크웰 인터내셔널(구 노스아메리칸/노스아메리칸 로크웰)의 주요 조립 시설에서 제조를 시작했다. 완성 후 궤도선은 1979년 3월 25일 케네디 우주 센터에 도착해 첫 발사를 준비했다. 컬럼비아호는 원래 1979년 말에 이륙할 예정이었으나 RS-25 엔진과 열 보호 시스템(TPS)의 문제로 발사 날짜가 연기되었다. 1981년 3월 19일, 지상 시험 준비 과정에서 컬럼비아호의 질소가 제거된 후미 엔진실에서 작업자가 질식하여 두세 명의 사망자가 발생했다.

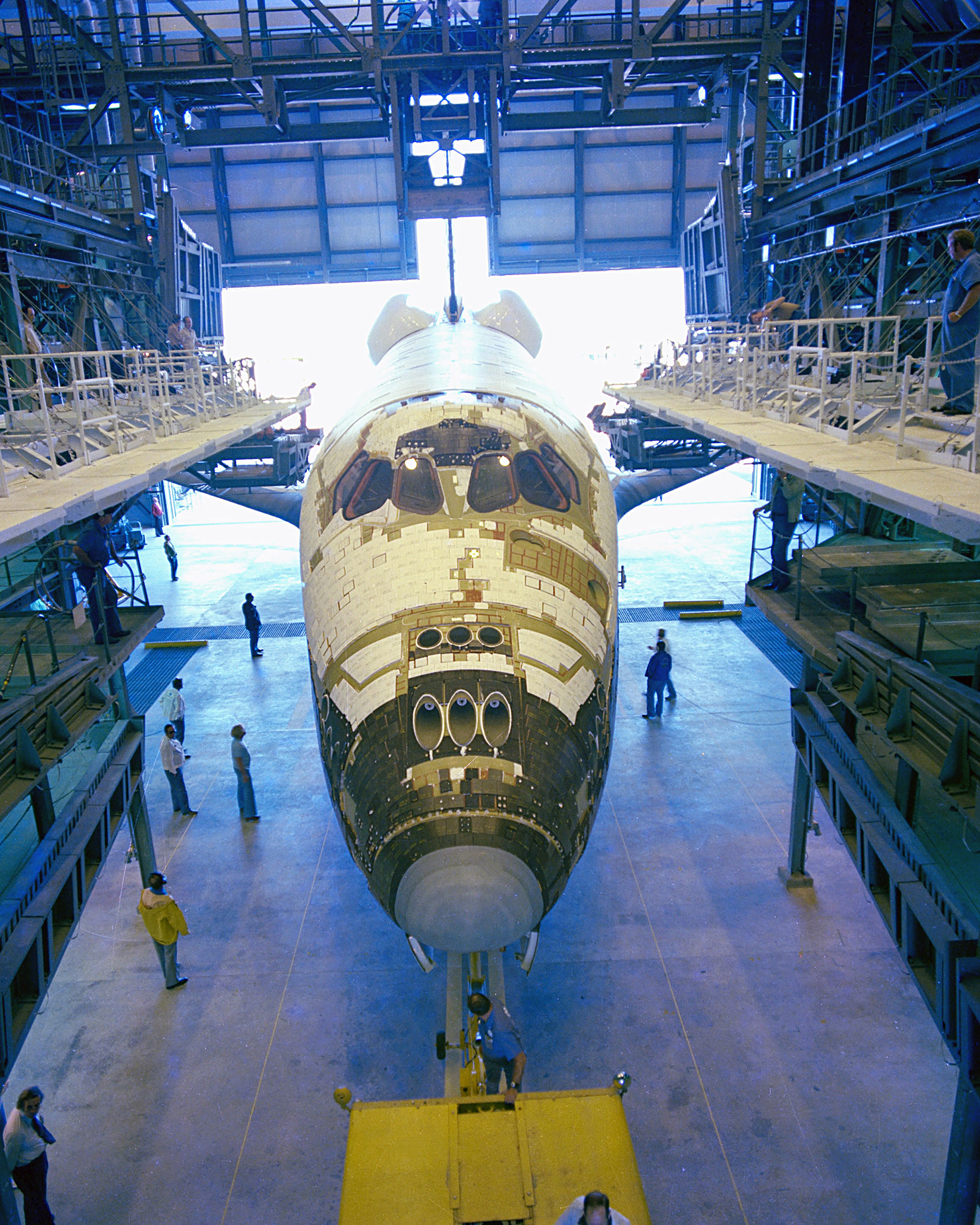
1979년 케네디 우주 센터로 인도된 후 궤도선 처리 시설에 있는 컬럼비아호. 30,000개의 타일 중 약 8,000개가 아직 설치되지 않았다.

컬럼비아호의 첫 번째 비행(STS-1)은 1972년 달 위를 걸은 아홉 번째 사람인 제미니와 아폴로 계획의 베테랑인 존 영이 지휘했다. 조종은 원래 군의 유인 궤도 실험실(MOL) 우주선의 비행사로 선발되었으나 취소 후 NASA로 전직하여 스카이랩 및 아폴로-소유스 계획 임무의 지원 승무원으로 근무했던 신인 우주비행사 로버트 크리펜이 맡았다.
컬럼비아호는 궤도선 처리 시설(OPF)에서 610일, 차량 조립 건물(VAB)에서 35일, 발사대 39A에서 105일을 보낸 후 마침내 이륙했다. 인류 최초의 유인 우주 비행(보스토크 1호) 20주년인 1981년 4월 12일에 성공적으로 발사되어 지구 궤도를 36회 돌고 캘리포니아 에드워즈 공군기지의 건조한 호수 바닥 활주로에 4월 14일 귀환했다. 그 후 기술적 특성과 성능을 테스트하기 위해 세 차례의 추가 연구 임무를 수행했다. 4명의 승무원이 탑승한 첫 번째 작전 임무는 1982년 11월 11일에 발사된 STS-5였다. 이 시점에서 챌린저호가 합류하여 다음 세 번의 왕복선 임무를 수행했고, 컬럼비아호는 첫 번째 스페이스랩 임무를 위한 수정 작업을 거쳤다.

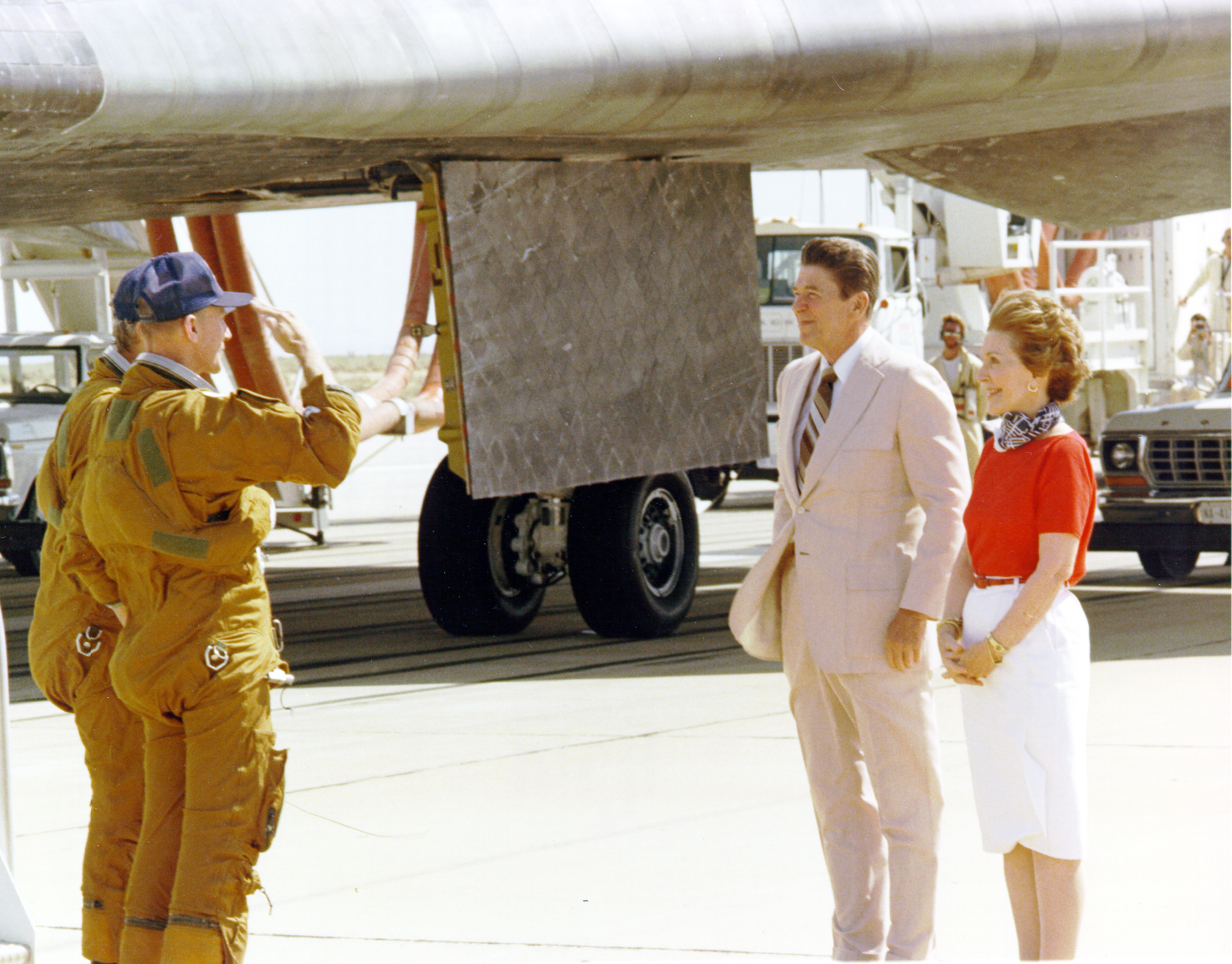
1982년 컬럼비아 우주비행사 켄 매팅리와 조종사 헨리 하츠필드가 착륙 당시 로널드 레이건과 부인 낸시에게 경례를 하고 있다.

1983년, 컬럼비아호는 여섯 번째로 우주 비행에 나선 존 영의 지휘 아래 두 번째 작전 임무(STS-9)를 수행했다. 여기에는 스페이스랩 과학 실험실과 우주 왕복선에 탑승한 최초의 비미국인 우주비행사 울프 메르볼트를 포함한 6명의 승무원이 탑승했다. 비행 후, 1984년 1월부터 18개월 동안 로크웰 팜데일 시설에서 궤도선 비행 테스트 하드웨어를 제거하고 자매 궤도선과 유사한 사양으로 업데이트하는 수정 작업을 거쳤다. 이 기간 동안 디스커버리호와 애틀랜티스호가 우주왕복선에 합류했다.
컬럼비아호는 1986년 1월 12일 STS-61-C의 발사와 함께 우주로 돌아왔다. 이 임무의 승무원에는 프랭클린 창디아즈와 현직 하원의원으로는 최초로 우주에 진출한 빌 넬슨이 포함되었다.
다음 우주왕복선 임무인 STS-51-L은 챌린저호가 맡았다. STS-61-C가 착륙한 열흘 뒤인 1986년 1월 28일에 발사되었고, 발사 73초 만에 참사로 끝났다. 사고 이전 컬럼비아호는 반덴버그 공군 기지로 이동하여 연료 주입 테스트를 수행하고, 서해안 발사장을 검증하기 위해 SLC-6에서 비행 준비 발사를 수행할 예정이었다. 사고의 여파로 NASA의 우주왕복선 일정에 차질이 생겼고 6천만 달러가 소요될 예정이었던 반덴버그 시험은 취소되었다. 컬럼비아호는 1989년(STS-28)이 되어서야 다시 비행을 재개했고, 그 후 우주왕복선의 일부로 정상 서비스를 재개했다.
1999년 7월 23일에 발사된 STS-93은 미국 최초의 여성 사령관인 에일린 콜린스 중령이 지휘한 우주 임무였다. 이 임무는 찬드라 엑스선 천문대를 배치했다.
컬럼비아의 마지막 임무 성공은 허블 우주망원경의 네 번째 정비 임무인 STS-109였다. 다음 임무인 STS-107은 재진입 과정에서 궤도선이 붕괴되어 7명의 승무원 전원이 사망하는 사고로 끝을 맺었다.
그 결과 조지 W. 부시 대통령은 컨스텔레이션 계획과 그 승무원들이 탑승할 오리온 우주선을 위해 2010년까지 우주왕복선 궤도선을 퇴역시키기로 결정했다. 컨스텔레이션 계획은 이후 버락 오바마 대통령이 10월 11일에 서명한 2010년 NASA 승인법에 따라 취소되었다.
컬럼비아호가 파괴되지 않았다면 원래 2003년 11월로 계획된 국제우주정거장 조립 임무인 STS-118을 위한 외부 에어로크/도킹 어댑터가 장착되었을 것이다. 디스커버리호가 궤도선 대수리를 위해 운항을 중단했고, 인데버호와 애틀랜티스호만으로는 ISS 조립 일정을 지킬 수 없었기 때문에 컬럼비아호에게 이 임무가 예정되어 있었다.
컬럼비아호의 경력은 STS-118 이후 막을 내리기 시작했을 것이다. 2004년부터 2005년까지 허블 우주망원경을 두 번 더 정비하기 위해서였다. 컬럼비아호 사고 이후 NASA는 애틀랜티스호를 이용해 STS-125 임무를 수행했고, 계획된 네 번째와 다섯 번째 정비 임무를 허블에 대한 마지막 임무로 통합했다. 우주왕복선의 퇴역으로 인해 망원경의 방향을 잡아주는 배터리와 자이로스코프가 결국 고장 나면서 지구 대기권에 재진입하며 해체될 것이다. 이러한 상황을 대비하여 오리온 우주선에 사용되었던 도킹 어댑터를 기반으로 한 "소프트 캡처 도킹 메커니즘'" 마지막 정비 임무 중에 설치되었다.

## 비행
컬럼비아호는 STS-107까지 28회의 임무를 수행하여 300.74일 동안 4,808회 궤도를 돌며 총 201,497,773.1㎞의 거리를 우주에서 비행했다.
셔틀-미르와 국제우주정거장 계획 기간 동안 운영되었지만, 컬럼비아호는 우주정거장을 방문하는 임무를 수행하지 않았다. 당시 활동 중이던 다른 세 대의 우주왕복선은 미르와 ISS를 한 번 이상 방문했다. 컬럼비아호는 ISS 임무를 위해 페이로드를 줄인 더 무거운 초기 설계에 따라 제작되었기 때문에 우주정거장 도킹 시스템을 설치하지 않기로 결정했다. 이로 인해 스페이스랩과 스페이스허브 리서치 더블 모듈과 같은 장기 과학 모듈을 위한 공간이 생겼기 때문에, 컬럼비아호는 대신 다른 과학 임무와 허블 우주망원경 정비를 위해 사용되었다.
| #  | 날짜             | 임무     | 발사장 | 착륙장                                       | 비고 |
| -- | ---------------- | -------- | ------ | -------------------------------------------- | --- |
| 1  | 1981년 4월 12일  | STS-1    | 39-A   | 에드워즈 공군기지                            | 첫 번째 우주왕복선 임무. 재사용 가능한 우주선의 첫 번째 정기 사용.                                        |
| 2  | 1981년 11월 12일 | STS-2    | 39-A   | 에드워즈 공군기지                            | 재사용 가능한 우주선의 첫 번째 실제 재사용..                                                              |
| 3  | 1982년 3월 22일  | STS-3    | 39-A   | 화이트샌즈 우주기지                          | 도색하지 않은 외부 연료 탱크를 사용한 첫 임무. 우주왕복선이 화이트샌즈에 착륙한 최초이자 유일한 경우.     |
| 4  | 1982년 6월 27일  | STS-4    | 39-A   | 에드워즈 공군기지                            | 마지막 R&D 비행                                                                                           |
| 5  | 1982년 11월 11일 | STS-5    | 39-A   | 에드워즈 공군기지                            | 최초의 4인 승무원, 최초의 상업 위성 배치.                                                                 |
| 6  | 1983년 11월 28일 | STS-9    | 39-A   | 에드워즈 공군기지                            | 첫 번째 6인 승무원, 첫 번째 스페이스랩.                                                                   |
| 7  | 1986년 1월 12일  | STS-61-C | 39-A   | 에드워즈 공군기지                            | 하원 의원 빌 넬슨이 탑승.                                                                                 |
| 8  | 1989년 8월 8일   | STS-28   | 39-B   | 에드워즈 공군기지                            | 정찰위성 KH-11 발사. 39-B 발사대에서의 컬럼비아호 첫 발사.                                                |
| 9  | 1990년 1월 9일   | STS-32   | 39-A   | 에드워즈 공군기지                            | 장기 노출 시설 회수                                                                                       |
| 10 | 1990년 12월 2일  | STS-35   | 39-B   | 에드워즈 공군기지                            | 다수의 엑스선 자외선 망원경 운반.                                                                         |
| 11 | 1991년 6월 5일   | STS-40   | 39-B   | 에드워즈 공군기지                            | 스페이스랩 5회차 – 생명과학-1                                                                             |
| 12 | 1992년 6월 25일  | STS-50   | 39-A   | 케네디 우주 센터 (허리케인 다비로 인해)      | 미국 미소중력 실험실 1 (USML-1)                                                                           |
| 13 | 1992년 10월 22일 | STS-52   | 39-B   | 케네디 우주 센터                             | 레이저 지구역학 위성 II 배치                                                                              |
| 14 | 1993년 4월 26일  | STS-55   | 39-A   | 에드워즈 공군기지                            | 독일 스페이스랩 D-2 미소중력 연구                                                                         |
| 15 | 1993년 10월 18일 | STS-58   | 39-B   | 에드워즈 공군기지                            | 스페이스랩 생명과학                                                                                       |
| 16 | 1994년 3월 4일   | STS-62   | 39-B   | 케네디 우주 센터                             | 미국 미소중력 탑재체-2 (USMP-2)                                                                           |
| 17 | 1994년 7월 8일   | STS-65   | 39-A   | 케네디 우주 센터                             | 국제 미소중력 실험실 (IML-2)                                                                              |
| 18 | 1995년 10월 20일 | STS-73   | 39-B   | 케네디 우주 센터                             | 미국 미소중력 실험실 (USML-2)                                                                             |
| 19 | 1996년 2월 22일  | STS-75   | 39-B   | 케네디 우주 센터                             | 테더링 위성 시스템 재비행 (TSS-1R)                                                                        |
| 20 | 1996년 6월 20일  | STS-78   | 39-B   | 케네디 우주 센터                             | 생명 및 미소중력 스페이스랩 (LMS)                                                                         |
| 21 | 1996년 11월 19일 | STS-80   | 39-B   | 케네디 우주 센터                             | 웨이크 실드 시설 (WSF)의 세 번째 비행 및 최장 왕복선 비행                                                 |
| 22 | 1997년 4월 4일   | STS-83   | 39-A   | 케네디 우주 센터                             | 미소중력 과학 실험실 (MSL), 단축                                                                          |
| 23 | 1997년 7월 1일   | STS-94   | 39-A   | 케네디 우주 센터                             | 미소중력 과학 실험실 (MSL), 재비행                                                                        |
| 24 | 1997년 11월 19일 | STS-87   | 39-B   | 케네디 우주 센터                             | 미국 미소중력 탑재체 (USMP-4)                                                                             |
| 25 | 1998년 4월 13일  | STS-90   | 39-B   | 케네디 우주 센터                             | 뉴로랩 – 스페이스랩                                                                                       |
| 26 | 1999년 7월 23일  | STS-93   | 39-B   | 케네디 우주 센터                             | 찬드라 엑스선 천문대 배치; 첫 여성 사령관 에일린 콜린스, 39-B 발사장에서의 마지막 컬럼비아호 발사         |
| 27 | 2002년 3월 1일   | STS-109  | 39-A   | 케네디 우주 센터                             | 허블 우주망원경 정비 임무 (HSM-3B)                                                                        |
| 28 | 2003년 1월 16일  | STS-107  | 39-A   | 착륙하지 못함 (케네디 우주 센터에 착륙 예정) | 다학제간 미소중력 및 지구과학 연구 임무. 2003년 2월 1일 재진입 과정에서 파괴되고, 탑승한 7명 전원이 사망. |

| 컬럼비아호 비행 임무 휘장 | 컬럼비아호 비행 임무 휘장 | 컬럼비아호 비행 임무 휘장 | 컬럼비아호 비행 임무 휘장 | 컬럼비아호 비행 임무 휘장 | 컬럼비아호 비행 임무 휘장 | 컬럼비아호 비행 임무 휘장 | 컬럼비아호 비행 임무 휘장 |
| ------------------------- | ------------------------- | ------------------------- | ------------------------- | ------------------------- | ------------------------- | ------------------------- | ------------------------- |
|                           |                           |                           |                           |                           |                           |                           |                           |
| STS-1                     | STS-2                     | STS-3                     | STS-4                     | STS-5                     | STS 9                     | STS-61-C                  | STS-61-E*                 |
|                           |                           |                           |                           |                           |                           |                           |                           |
| STS-28                    | STS-32                    | STS-35                    | STS-40                    | STS-50                    | STS-52                    | STS-55                    | STS-58                    |
|                           |                           |                           |                           |                           |                           |                           |                           |
| STS-62                    | STS-65                    | STS-73                    | STS-75                    | STS-78                    | STS-80                    | STS-83                    | STS-94                    |
|                           |                           |                           |                           |                           |                           |                           |                           |
| STS-87                    | STS-90                    | STS-93                    | STS-109                   | STS-107                   | STS-118**                 |                           |                           |

* 챌린저호 사고로 임무가 취소됨.
** STS-107 사고로 컬럼비아호를 잃은 이후 인데버호가 수행한 임무.

## 최종 임무 및 파괴

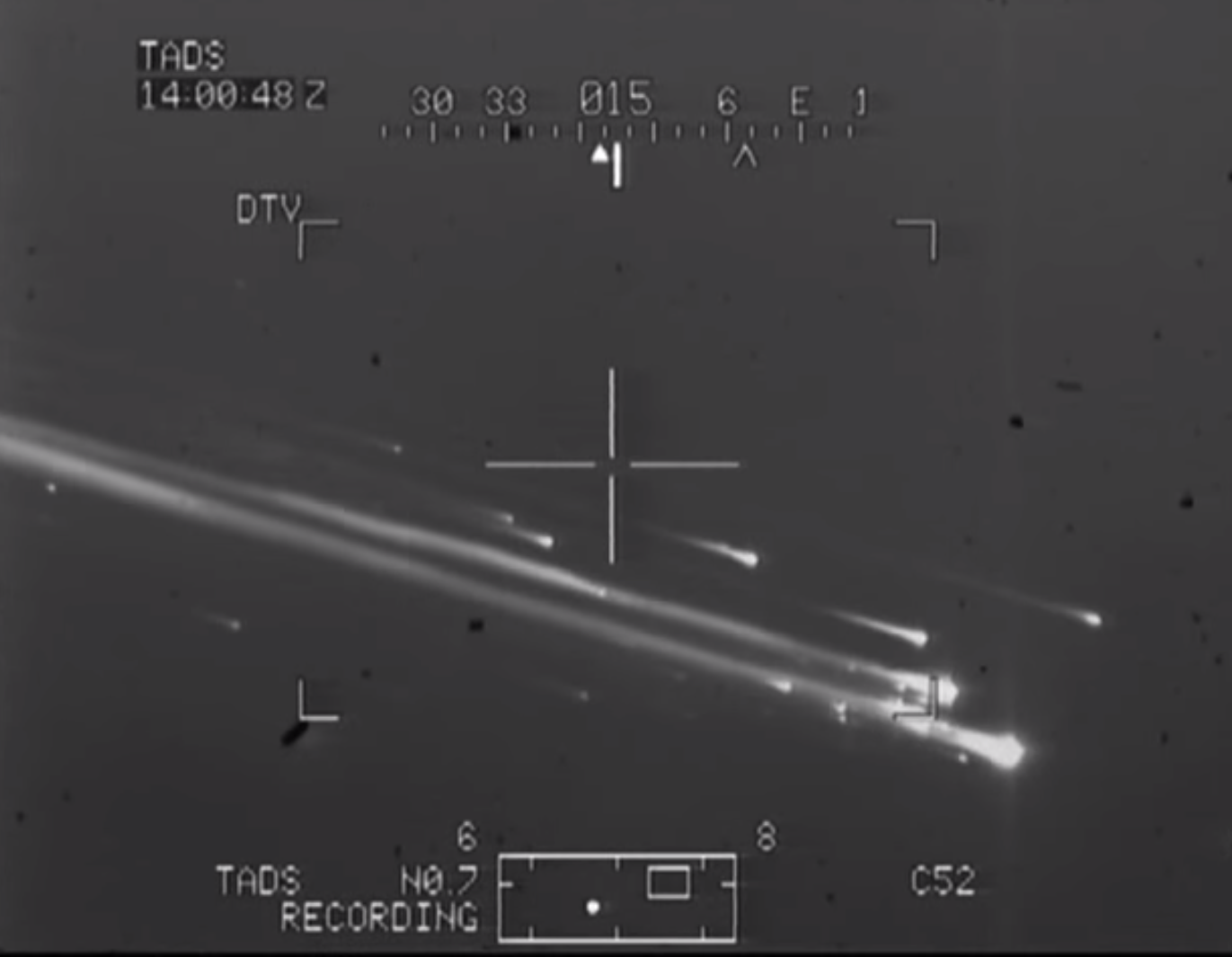
텍사스주 포트 후드에서 네덜란드 왕립 공군(RNLAF) 조정사가 훈련 중 AH-64D 롱보우 아파치의 주포 카메라로 촬영된 컬럼비아호의 붕괴 장면

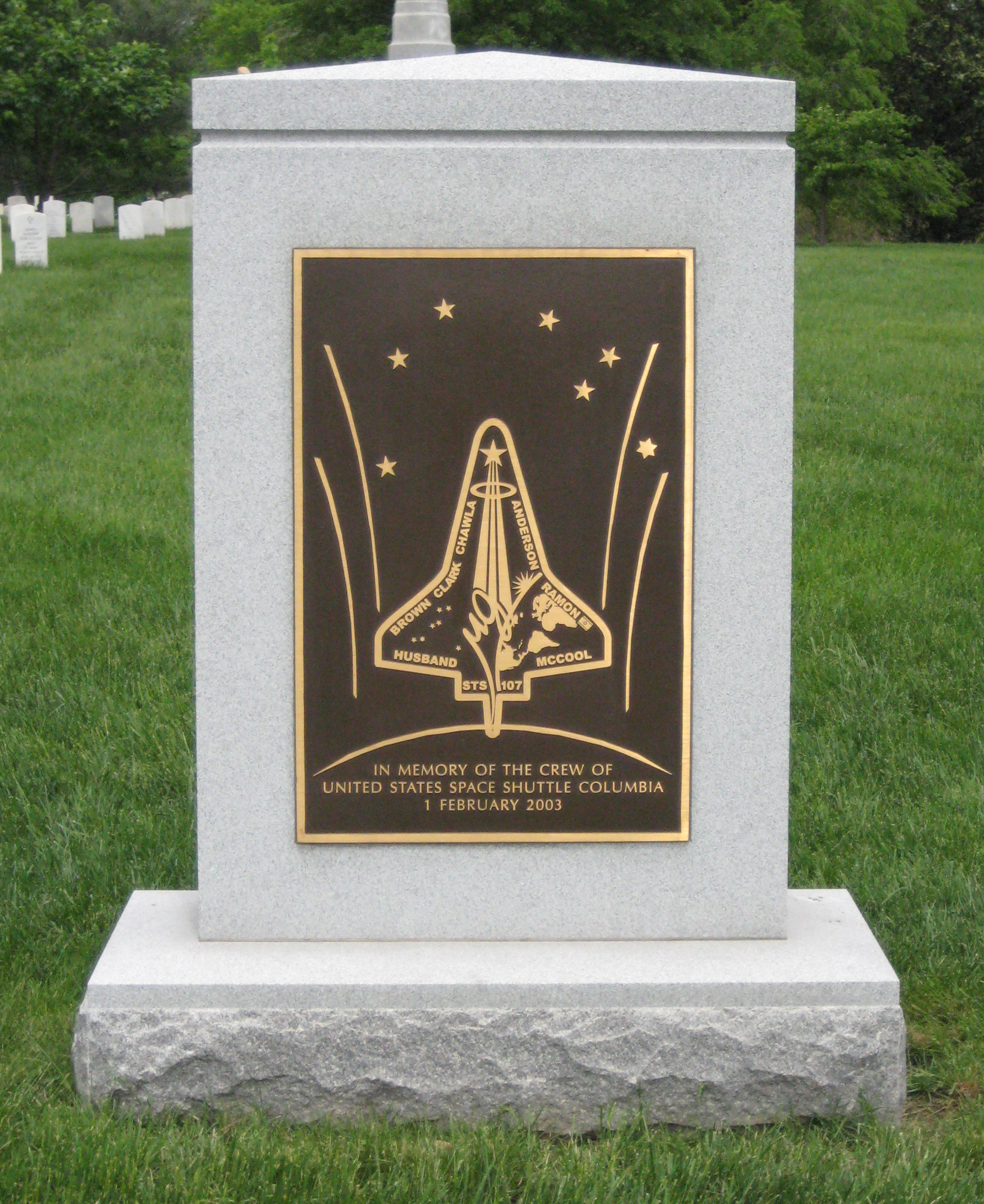
알링턴 국립묘지의 컬럼비아호 기념비

컬럼비아호는 2003년 2월 1일 09:00 경(EST), 16일간의 과학 임무를 마치고 대기권에 재진입하던 중 파괴되었다. 컬럼비아 사고 조사 위원회는 탄소 복합재로 만들어진 컬럼비아호의 날개 중 한쪽 앞부분에 구멍이 뚫린 것을 확인했다. 이 구멍은 16일 전 발사 과정에서 외부 연료 탱크의 단열 폼 조각이 벗겨져 우주왕복선의 왼쪽 날개에 부딪히면서 만들어진 것이다. 재진입의 격렬한 열기 속에서 뜨거운 가스가 날개 내부로 침투하여 유압 시스템을 손상시키고 제어 표면의 제어 장애로 이어진 것으로 보인다. 이로 인한 제어력 상실로 궤도선의 최소 보호 구역이 완전 진입 시 발생하는 열과 동적 압력에 노출되어 결국 기체 파손으로 이어졌다.
보고서는 위원회가 사고의 원인이라고 생각하는 근본적인 조직적, 문화적 문제를 깊이 파고들었다. 보고서는 NASA의 의사 결정 및 위험 평가 절차에 대해 매우 비판적이었다. 또한 보고서는 애틀랜티스 우주왕복선(당시 STS-114 발사 준비 중)을 이용한 구조 또는 손상된 날개의 기내 수리 등 NASA가 임무 중에 고려하지 않았던 승무원 구출을 위한 몇 가지 잠재적 옵션을 설명했다. 거의 84,000개에 달하는 우주선 잔해는 케네디 우주 센터의 차량 조립 건물 16층에 있는 큰 방에 보관되어 있다. 이 컬렉션은 한 번 언론에 공개되었으며 이후 연구자들에게만 공개되었다. 대체 궤도선이 제작된 챌린저호와는 달리 컬럼비아호는 교체되지 않았다.

## 같이 보기
- 우주비행 관련 사고와 사건 목록